# De necrofiel
De necrofiel (Le Nécrophile) is een erotische roman van de Franse schrijfster Gabrielle Wittkop.
Het boek werd bij zijn uitgave in 1972 bestempeld als schandaalroman omdat necrofilie geen licht verteerbaar thema was dat veel controverse veroorzaakte. De roman verkreeg ondertussen een cultstatus. Pas in 2013 werd het boek vertaald naar het Nederlands.

## Verhaal
Het hoofdpersonage is Lucien, een Parijse antiquair die voor de buitenwereld een eenvoudig man lijkt. Hij leidt echter een geheim leven als necrofiel. Elke mooie vrouw of man die hij ziet, wenst hij dood want enkel in de dood vindt hij zijn geliefden. ’s Nachts haalt hij lijken uit de graven en neemt ze mee naar zijn appartement. In zijn dagboek schrijft hij over zijn nachtelijk leven met de doden.